# Washington Mystics

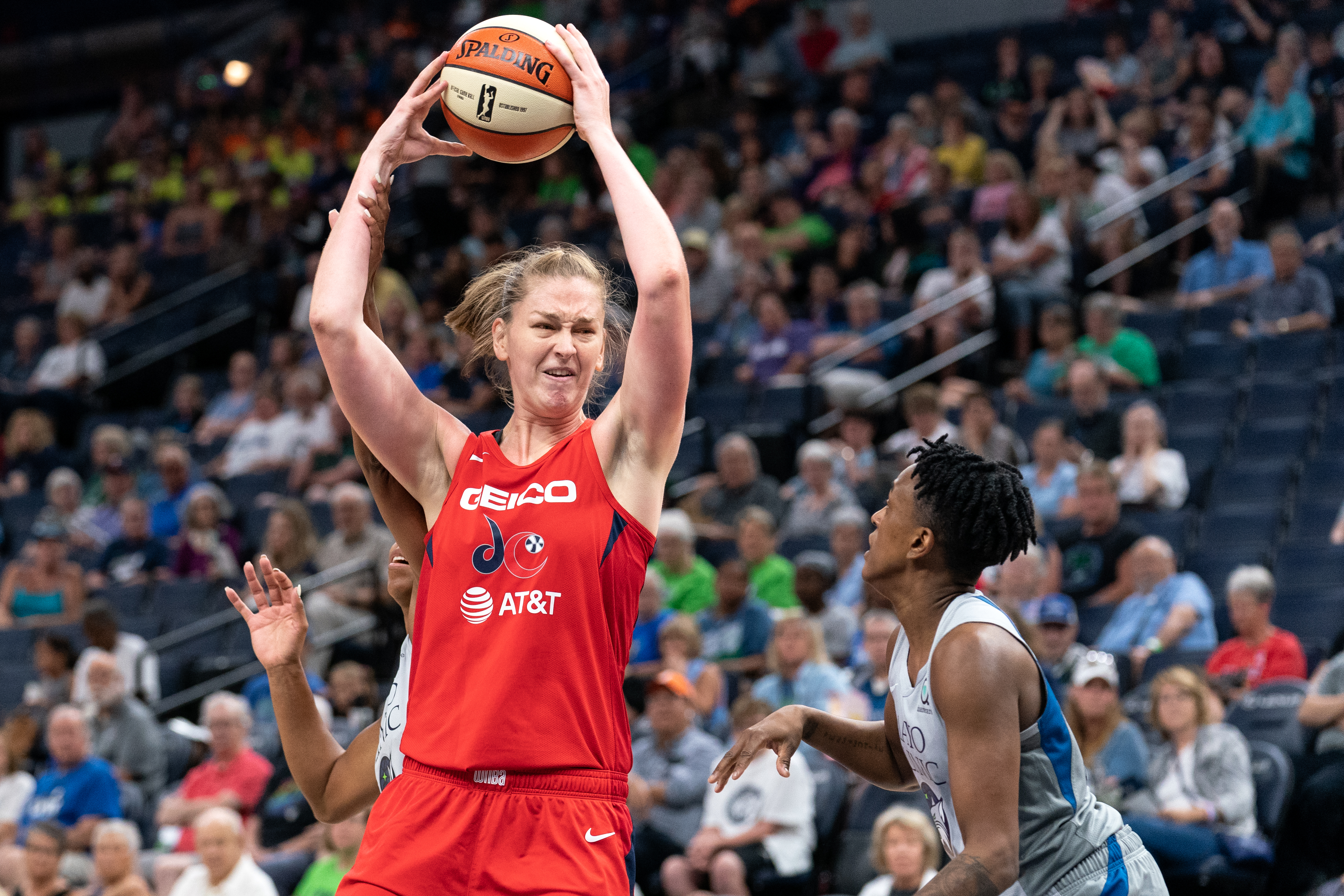
A belga Emma Meesseman foi uma das estrelas do Mystics, sendo eleita melhor jogadora do título de 2019.

Washington Mystics é um time de basquete feminino que joga na Women's National Basketball Association (WNBA) baseado em Washington, D.C.. Fundado em 1998 e com um nome aludindo à equipe local da NBA, o Washington Wizards, em 2019, eles conquistaram seu primeiro título da WNBA.